# 의암제
의암제에 대해 설명한다.

## 장소
의암류인석기념관 의열사(강원특별자치도 춘천시 남면 충효로 1503)

## 기간
매년 4월 12일

## 소개
의암제는 한말 일본 제국주의에 대항하여 의병을 일으킨 의암 류인석 선생을 비롯 춘천의병의 넋을 기리기고 널리 선양하기 위하여 1985년 시작된 행사이다. 춘천문화원과 춘천향교의 주최 주관으로 매년 4월 12일 의암 류인석 선생의 사당인 의열사에서 봉행되고 있다. 4월 12일은 의암 류인석의 묘가 고향인 가정리로 반장되어 온 날이다.
1회~7회 추모제례는 의암 류인석 선생의 묘역에서 봉행되었고, 8회~20회 추모제례는 의암 류인석 동상 앞에서 개최되었다. 2004년 의암 묘역이 성역화된 이후 21회 추모제례부터는 다시 의암 류인석 선생의 묘역이 있는 의암류인석기념관(의암 류인석 유적지)에서 봉행되고 있다. 주요행사로는 본 행사인 추모제례 이외에도 문예행사로 전국 휘호대회(성인부, 학생부)와 다양한 체험행사를 진행하고 있다.
의암 류인석 선생은 구한말 화서학파를 계승한 학자이며, 국내와 연해주, 간도에서 활약한 의병 항쟁의 선구적 지도자이다.
본행사 및 문예행사 관련은 의암류인석기념관(http://ryu.or.kr/)에 문의를 하면 된다.